# Pir Muhàmmad ibn Úmar Xaykh
Pir Muhammad Sultan o Pir Muhàmmad ibn Úmar Xaykh (1378-1410) fou un príncep timúrida fill d'Umar Xaikh i net de Tamerlà.

## Governador de Fars
Quan el seu pare fou assassinat en el camí a la cort de Tamerlà (7 de gener de 1394) el seu avi li va concedir els governs del seu pare, el Fars amb seu a Siraz. Durant uns anys va exercir el poder sense gaires problemes; fou cridat algunes vegades a la cort de Tamerlà i sempre hi va anar atenent les peticions del seu avi.
Segons Minorsky, Muhammad Sultan havia estat nomenat governador de Fars i el 1396 va veure ampliada la seva jurisdicció a Khuzistan i Luristan però com se sap que el govern del Fars havia estat concedit el 1394 a Pir Muhammad ibn Umar Shaykh i que aquest el va exercir (en el seu primer període de govern) fins al 1401, cal pensar que es tractaria d'una confusió entre Muhammad Sultan (Muhammad Sultan ibn Jahangir) i Pir Muhammad Sultan (Pir Muhammad ibn Umar Shaykh).

## Caiguda en desgracia
A començaments del 1401 el governador de Damasc fou atacat pels amirs txerkessos i finalment fou derrotat i el seu govern confiat al txerkès Djakam Shaykh al-Makhudi, mentre que al-Badjasi fou executat el 31 de març del 1401; Tamerlà es va tornar a acostar a la ciutat, sense ocupar-la, i seguidament va passar a Bagdad, domini dels djalayàrides, que fou atacada per segona vegada i saquejada, essent massacrada una part de la població. Pir Muhàmmad fou cridat per participar en aquest atac però en aquell moment estava malalt i no hi va anar; el seu avi ho va malinterpretar i li va arrabassar el govern del Fars que va donar al seu germà Rustam o Rustem ibn Umar Shaykh que només tenia uns 13 anys. Però després va participar lleialment a la campanya d'Anatòlia i el Caucas estant present a la batalla d'Ankara del 1402.

## Restauració a Fars
El 1403 li va retornar el govern de Fars, donant llavors a Rustem el govern d'Esfahan. A un tercer germà, Iskandar ibn Umar Shaykh, li fou donat (hivern del 1403 al 1404) el govern de Hamadan, Nihawand i Lur-i Kucik del que va prendre possessió a la primavera del 1404.
A la mort de Tamerlà el 18 de febrer de 1405, Pir Muhàmmad va conservar aquest govern, aparentment amb preeminència sobre els seus germans. Devia ser a l'abril quan es va convocar una reunió d'amirs i notables, però no hi havia acord: uns demanaven formar un estat amb un diploma d'investidura del califa abbàssida del Caire; uns altres proposaven sotmetre’s a Muhammad Umar del Takhi-i-Hulagu (L'Azerbaidjan i l'Iraq Ajamnita era governat per la branca de Mihran Shah, el qual tenia deu fills dos dels quals (Abu Bakr i Muhammad Umar) tot seguit van començar a disputar entre ells); uns tercers proposaven proclamar rei emperador a Miran Xah. Però Pir Muhammad va imposar el seu criteri: com que era fill de Melket Agha, que en segones noces s'havia casat amb Xah Rukh, va proposar reconèixer a aquest com a emperador. Pir Muhàmmad en nom de la família va enviar una submissió al seu oncle Xah-Rukh que governava el Gran Khorasan amb seu a Herat. Al govern del Fars, Pir Muhammad va fer alguns canvis: Abd al-Rahman Iltxikdai (governador o daroga de Yadz) i Sultan Mahmud (daroga d'Abarkuh) van rebre robes d'honor i foren substituïts per Malik Isxetberdar i Timur Velik als quals van entregar les claus i els tresors locals sense cap oposició. Foren admesos a la cort de Siraz entre els principals amirs. Va nomenar un nou visir, un home de conducte irreprotxable. Ideku Barles havia rebutjar reiteradament reconèixer la primacia de Fars sobre la província i va enviar una delegació sense millor resultat que les altres vegades.

## Conflictes entre els fills de Miran Xah
El conflicte entre els dos germans fills de Miran Xah, tocava la zona de Hamadan i Nihavand. Iskandar d'Hamadan (i Nihawand) va enviar un missatge on informava de que Muhammad Umar (els prínceps li deien nomes Umar) després de matar a l'amir Jahan Xah havia expulsat dels seus dominis al seu pare Miran Xah (que en la darrera notícia tenia residència a Sultaniya); com que Miran Xah havia de passar pels territoris d'Hamadan per anar al Khurasan, per evitar problemes suggeria que ell mateix abandonaria Hamadan i aniria a través d'Isgfahan i Fars a la cort del seu germà gran i preguntava els llocs adients per fer les parades del camí. Pir Muhammad li va contestar que la seva marxa d'Hamadan podia comportar un conflicte amb l'Azerbaidjan i que era millor que restés a la seva capital esperant que Muhammad Umar no fes cap acció que portés un conflicte. Però Iskandar no va escoltar el consell i va seguir avançant cap a Fars; els amirs d'Iskandar, assabentats del que passava, es van amotinar i la meitat van abandonar a Iskandar i uns quants van passar al servei de Muhammad Umar i altres se’n van anar amb Miran Xah. Iskandar es va dirigir llavors a Esfahan, on va poder estar un mes, sortint després cap a Siraz a la cort del seu germà gran. Just als dos dies d'arribar es va saber que Abu Bakr havia estat fet presoner pel seu germà Muhammad Umar i aquest marxava ara contra les províncies de Hamadan, Esfahan (ambdues part de l'Iraq Ajamita) i probablement Fars. Iskandar i Pir Muhammad que eren a Siraz, van acordar aturar al seu cosí a Esfahan, governada per Rustem. Pir Muhammad va concedir el govern de Yadz a Iskandar que hi va enviar a Bikesi Sultan i ell va marxar en persona a Esfahan.
L'exèrcit de Muhammad Umar va arribar a Hamadan, i Rustem d'Esfahan hi va enviar un negociador de nom Hajji Musafir Umar, ben acollit per Muhammad Umar; es va acordar la pau, retornant enrere l'atacant.

## Primera campanya de Kirman
Aquesta retirada va tranquil·litzar als tres germans. Iskandar va poder anar a Yadz; Rustem va romandre a Esfahan (on va descobrir una suposada conspiració de l'amir Said Barles i el va fer cegar i empresonar) i Pir Muhammad va sortir de Siraz i per la regió de Xabankara es va dirigir al Kirman per sotmetre la província. Iskandar va reunir tropes a Yadz i es va unir al seu germà; va dirigir l'avantguarda i va derrotar a les tropes del Kirman que li van presentar batalla. Aleshores tot Kirman va quedar espantat, i només el governador de la ciutat de Kerman (Kirman), nakib Nakim al-Din Nimet Allah, va gosar a sortir i negociar la pau. Mentre es negociava, no obstant, tota la rodalia de Kerman fou devastada. Finalment es va signar el tractat i Ideku Barles va enviar valuosos regals a Pir Muhammad que va retornar a Siraz. També Iskandar va retornar a Yadz.

## Trencament amb Rustem
L'estiu del 1405 a Esfahan l'amir Said Barles que havia estat empresonat i cegat per Rustem, acusat de conspirar, va poder escapar de la presó (mercès a que havia conservat part de la visió en un ull) i es va presentar a Siraz on Pir Muhammad va decidir acollir-lo, cosa que va provocar un deteriorament de les relacions amb el seu germà Rustem que regals i cartes no van aconseguir evitar.

## Aliança amb Muhammad Umar
Mentre Muhammad Umar havia anat de Maragha cap a Hamadan on el governador Arxiun li va dir que no podria resistir a Abu Bakr i que valia mes demanar ajut a Pir Muhammad de Fars. Passant per Esfahan s'hi va afegir Rustem: va suggerir demanar ajut als seus dos germans però mentre aquest ajut es concretava, aprofitant que el campament d'Abu Bakr estava amb poques forces, va ecomanar atacar-lo per sorpresa. I així es va fer. Rustem va sortir d'Esfahan per anar a Siraz on fou molt ben rebut pel seu germà. Els tres germans Pir Muhammad, Rustem i Iskandar, fills d'Umar Xaikh van estar d'acord en combatre a Abu Bakr. Rustem d'Esfahan va retornar a la seva capital, i acompanyat d'Umar, va fer una incursió sorpresa que va ocupar i saquejar el campament d'Abu Bakr a Sauk Bulak i es van emportar a Sultan Bakht Begum, l'esposa de Miran Xah, i molt de botí, mentre els comandants del campament, Tavakul Barles i altres amirs estaven ocupats bevent; borratxos van perseguir als atacants en la ruta Sari-Kamix-Rayy i els van arribar a atrapar i enfrontar, però com que els atacants del campament eren mes nombrosos que els perseguidors, no van tenir gaires problemes en seguir el camí amb tot el que havien saquejat. Després Muhammad Umar va anar a Siraz on també fou molt ben rebut. Al final del hivern les tropes dels tres germans estaven altre cop a punt i es van reunir a Jurbakhan (Jerbadekan).
Al saber de l'aliança de Muhammad Umar amb els seus tres cosins (Pir Muhammad de Fars, Rustem d'Esfahan i Iskandar ara de Yadz), Abu Bakr va marxar en persona cap al sud, deixant el govern de Tabriz en mans de Muhammad Dawati i Zain al-Din Kazwiní; es va dirigir a Sultaniya (saquejant tot al seu pas fins i tot una caravana) i d'allí a Jurbakhan (Jerbadekan) on va acampar abans d'arribar a Esfahan (1406)

## Conflicte amb Abu Bakr
Les tropes dels tres fills d'Umar Xaikh, a les que s'havia unit Muhammad Umar (fill de Miran Xah), també havien arribat a la zona. Els dos exèrcits estaven a no gaire distància un de l'altre. Estant allí Abu Bakr va saber que l'amir Bistam Jagir, l'aliat de Xaikh Ibrahim de Xirvan, s'havia apoderat de Tabriz (Bistam Jagir es va presentar a Tabriz, el governador Muhammad Dawati, que no estava en capacitat per resistir, li va enviar un delegat i es va acordar la rendició).
Davant la situació a Tabriz, Abu Bakr va enviar un missatge als tres prínceps (els seus cosins) i va retornar a l'Azerbaidjan. Els tres prínceps disposaven entre tots de 50.000 homes, i comptaven que Abu Bakr era ara un errant: havia perdut Tabriz i tenia relacions conflictives amb el seu pare i la seva mare; per tant van decidir perseguir-lo. Abu Bakr va acampar al sud de Sultaniya a un lloc anomenat Guruk Arghun.

## Batalla de Derguzin
Com que la situació a Tabriz anava evolucionant, Abu Bakr va canviar de plans i va tornar a marxar en direcció a Esfahan. Els dos exercits es van trobar a la rodalia de Derguzin en un lloc anomenat Kharbereh. La batalla de Derguzin o Kharbereh es va perllongar tot el dia, causant quatre mil morts o ferits greus; a la nit es va aturar però al dia següent es va reprendre i Abu Bakr, amb un atac amb les tropes d'elit cap al centre de Pir Muhammad, va aconseguir la victòria. L'exèrcit derrotat va fugir corrent cap a Esfahan. Abu Bakr i les seves forces van descansar uns dies en els quals va fer matar alguns amirs propis, entre els quals Umar Taban, acusat de no haver lluitat amb ganes i de ser enemic secret seu. Això va provocar la segona deserció de Husayn Barles i alguns altres amirs, que es va refugiar a Esfahan.

## Batalla d'Esfahan (primavera de 1406)
Abu Bakr es va dirigir contra Esfahan. Le població es va refugiar darrera els murs o al castell de Tabrak. Abu Bakr va ocupar la ciutat fora muralles i la va tractar molt be esperant una submissió que no va arribar. Mentre Abu Bakr feia una inspecció es va fer una sortida dels assetjats a Esfahan i en l'enfrontament i va haver gran nombre de ferits. L'endemà Abu Bakr es va presentar en formació de batalla amb un centre, una dreta i una esquerra. Va entrar al barri dels Jardins i dos mil homes enemics, quasi tots civils, van resultar morts; tres amirs enemics foren fets presoners. L'endemà els notables de la ciutat van acordar la rendició. Es retornaria tot el que havien pres a Sauk Bulak, es llegiria la khutba en nom de Miran Xah i la moneda s'encunyaria també en nom d'aquest. Però al darrer moment Abu Bakr va decidir trencar l'acord i assaltar la ciutat. Muhammad Umar va pensar que tot estava perdut i va fugir cap al Khurasan. Durant l'assalt Abu Bakr va saber que Xaikh Hajji Iraki estava assetjant Sultaniya i que Xaikh Ibrahim havia arribat a Tabriz ocupada per l'amir Bistam. Va desistir de l'assalt i va renovar el tractat de capitulació amb Esfahan, sortint en direcció a Sultaniya. Quan va arribar a Derguzin el xaikh Hajji Iraki va abandonar el setge i se’n va anar cap a Tarom al Daylam, prop de Zanjan.

## Iskandar intenta ocupar Kirman (abril de 1407)
Iskandar, al saber la mort d'Ideku Barles (abril, algunes fonts assenyalen juliol), va planejar apoderar-se de Kirman. Va enviar un emissari a Siraz per demanar l'ajut del seu germà Pir Muhammad, però va entrar al Kirman sense esperar la resposta i va arribar a Rafsanjani; els habitants van resistir inicialment però aviat es van rendir i foren perdonats; d'allí va passar a Kunban, el governador de la qual va fugir; a les dues fortaleses van quedar governadors fidels; va marxar aleshores a Yadz. Sahib Sultan, fill d'Ideku, havia reunit tropes i no va tardar en presentar-se a Kunban; Iskandar que estava a menys de 15 km de Yadz, va retornar i va entrar a Kunban; les fores de Sahib Sultan van aixecar el campament i se’n van anar a Kirman. Quan Iskandar va sortir altre cop cap a Yadz, les tropes de Sahib no van tardar en reocupar Rafsanjani i Kunban.

## Pir Muhammad s'enfronta a Iskandar i ocupa Yadz (maig o juny de 1407)
Per raons no ben explicades que no sabem del cert si tenen a veure amb l'atac a Kirman, Pir Muhammad es va presentar a Yadz amb les seves forces, va detenir a Iskandar i el va carregar de cadenes; Yadz va quedar sota control d'oficials de Pir Muhammad que es va emportar també tot el botí que Iskandar havia fet. Tots els governadors locals sotmesos abans a Iskandar es van sotmetre a Pir Muhammad, excepte Umar Kurtxi o Kurtji de Naïn.

## Pir Muhammad ocupa part del territori d'Esfahan (estiu del 1407)
Després Pir Muhammad també amb motius poc clars, es va dirigir a Esfahan per la via del sud-oest; Rustem estava malalt al llit i no podia defensar la ciutat. Pir Muhammad va devastar el seu territori fins prop de la ciutat d'Esfahan, destruint els dics i cases; al arribar a la vista de la ciutat va retornar cap a Siraz. Iskandar fou enviat a Khurasan carregat de cadenes, però a Txardi Taban es va poder alliberar i es va dirigir a Naïn, que li era fidel, i després, cridat per Rustem, va anar a Esfahan. Pir Muhammad es va alarmar per aquesta aliança i va fer empresonar a tots els servidors d'Iskandar que hi havia a Siraz.

## Ofensiva de Iskandar i de Rustem contra Pir Muhammad (estiu 1407)
A proposta d'Iskandar, les seves forces i les de Rustem van marxar contra Siraz. Calia passar un riu que no s'identifica (probablement el Pulwar o el Kur) i Pir Muhammad va fer vigilar entre el dic d'Adal i la fortalesa de Marand, en la zona que el riu es podia creuar, i va enviar a l'amir Timur Khoja a ocupar el congost de Faruk. Iskandar va arribar a la vila de Kemher mentre Timur Khoja arribava al mateix lloc; Iskandar va penetrar en la tropa enemiga i la va desorganitzar i Timur Khoja va haver d'evacuar el congost i repassar el riu reunint-se amb la resta del seu exèrcit. Pir Muhammad va reforçar la vigilància dels passos del riu mentre Iskandar passava el congost ja desguarnit i va arribar a la vila de Kenareh. Rustem no s'atrevia a travessar el riu però a la nit els núvols amenaçaven turmenta i Iskandar va alertar que al dia següent no es podria passar; va fer acampar una part de les tropes al gual principal (el de Kenkeri) en front on estava l'exèrcit enemic i sobtadament la major part de l'exèrcit va passar pel gual de Jeschnan; els que vigilaven aquest i altres guals van fugir i Pir Muhammad es va haver de retirar cap a Siraz. La pluja era intensa i el vent molt fort i els dos exèrcits no van arribar a Siraz fins a la hora de la pregaria de la tarda. El setge va durar 40 dies i quasi tots els dies amb combats de mati a nit, i cap de les dues parts obtenia l'avantatge. Iskandar i Rustem van decidir assolar els territoris tribals al sud i oest de Siraz. Durant dies van devastar els districtes propers a Siraz i finalment van retornar a Esfahan amb un botí immens.

## Pir Muhammad ataca Esfahan (tardor 1408)
Pir Muhammad va reunir un exèrcit amb el qual es va dirigir cap a Esfahan. Rustem estava fent plans per tornar a Fars amb l'ajut de Hasan Jandar, un amir rebel del Khurasam que s'havia asilat a Esfahan i posat al seu servei, i se sentia fort; no va donar molta importància al moviment del seu germà. Quan l'exèrcit de Pir Muhammad es va acostar, Rustem va sortir del seu ogrok o campament i va preparar l'enfrontament establint el campament al lloc que havia elegit per la batalla. Iskandar havia anat a Esfahan a donar suport amb les seves forces. La batalla fou sagnant i heroica i es va decantar del costat de Pir Muhammad. Rustem es va dirigir a Kaixan amb els seus fills i els amirs Hasan Jandar, Sultan Xah i Mahmud Ak Bugha i d'allí ell i els seus fills van anar al Khurasan. Iskandar va fer la mateixa ruta però per separat. Pir Muhammad va ordenar no perseguir als fugitius i va dictar una amnistia per tothom. Hasan Jandar i altres amirs es van posar al servei de Pir Muhammad però Xah Rukh va fer saber al seu nebot la seva rebel·lió i aleshores els va encadenar i els va tornar a Khurasan sota custòdia de Muhammad Kiptxak i Isa Bekul; però els presoners van poder trencar les cadenes una vegada passat el districte de Perahar i van poder fugir. Pir Muhammad va arranjar la situació administrativa de Kaixan i Jerbadekan (del territori d'Esfahan) on les collites no s'havien recollit per una pesta que havia assolat el territori, però aquesta ja havia passat i l'engranatge va tornar a funcionar; fou nomenat governador el seu fill Umar Xaikh (que portava el nom del seu avi) amb els amirs Said Barles i Muhammad Juvan Fazel; Khoja Muzaffar al-Din Masud Nazarí com a administrador financer; Xaikh Iezaul fou designat governador de Kaixan (Kashan)

## Revolta de Khuzestan (primavera-estiu del 1408)
Mentre Pir Muhammad de Fars, Esfahan i Yadz, va enfrontar la revolta dels governadors del Khuzestan, Said Barles (a Hawiza), Xaikh Zade (Xuixtar) i Tavakul Barles (Dizful). Pir Muhammad va arribar a Ram-Hurmuz i va enviar diversos amirs amb un missatge oferint el perdó. Els amirs rebels es van reunir i finalment van decidir sotmetre’s quan ja Pir Muhammad estava prop de Xuixtar. Va poder entrar a aquesta ciutat on va romandre uns dies i d'allí va anar a Dizful on va restar dos dies o tres per dirigir-se finalment a Hawiza on va rebre l'homenatge dels caps kurds i àrabs incloent els àrabs de les maresmes. Pir Muhammad va entrar al territori de Beïat o Bayat que depenia del govern jalayírida de Bagdad però a causa de les febres de la zona, va haver d'abandonar la zona però hi va deixar oficials fidels per mantenir-la sota el seu domini. Finalment va retornar a Siraz.

## Rustem es refugia a Khurasan i Iskandar s'hi amaga (estiu del 1408)
Rustem es va refugiar al Khurasan i fou acollit per Xah Rukh que el va prendre per participar en la seva expedició del Sistan. Iskandar també va anar a Khurasan; va estar un temps a un llogaret anomenat Ahmed, entre Tun i Tabas, generalment considerades part del Kuhistan. Quan fou descobert, per protegir la seva vida, es va retirar cap a Balkh i Xibarghan on es va establir reunint una tropa força nombrosa.

## Iskandar retorna a Siraz
Fou expulsat per Qaydu ibn Pir Muhammad i va anar errant per un temps, però Xah Rukh va ordenar no posar cap obstacle al seu camí ni al dels seus acompanyants o servidors, i a ell de retre-li honors, cuidar-lo, ajudar-lo i guiar-lo. Iskandar aleshores va decidir anar cap a l'Iraq Ajamita però es va trobar amb els camins tancats i les fronteres vigilades i va canviar de plans; a traves dels deserts el 21 de febrer de 1409 va poder arribar a la rodalia de Siraz on va deixar el seu seguici i ell va entrar a la ciutat; va anar a casa del metge Khoja Hasan. Pir Muhammad assabentat de la seva arribada, el va rebre amb satisfacció i benevolència (forçat per una recomanació de Xah Rukh) i se li va donar per viure la casa del palafrener (akhtaji) de Xah Xuja, Ramazan Agha.

## Atac jalayírida a Khuzestan (inicis de 1409)
Mentre, el sultà Ahmad ibn Uways va saber que Pir Muhammad havia retornat a Siraz després de la seva expedició al Khuzestan, i va reunir les seves forces i sobtadament es va dirigir a Huwayza (Hawiza) i la va assetjar. La guarnició fou sorpresa i no va tenir temps de fugir, sent gairebé tots liquidats; algun però foren fets presoners i el sultà no els va fer matar. Pir Hajji Kukeltaix, governador de Dizful, al saber la notícia, va abandonar la seva ciutat i es va retirar a Xuixtar; l'amir Isen, que no se sentia segur a Xuixtar, es va retirar a Ram-Hurmuz. Pir Muhammad va enviar als amirs Anuixirwan Barles i Tulek que es van reunir amb Isen a Ram-Hurmuz. Ahmad es va apoderar sense lluita de tot el Khuzestan i es va dirigir a Ram-Hurmuz. A la nit els defensors van veure els milers de torxes, es van espantar i van evacuar Ram-Hurmuz. La ciutat fou ocupada, la fortalesa destruïda, la població portada a Xuixtar i el cadi Kutb al-Din executat. Masuk Nizedar va rebre el govern del Khuzestan.

## Mort de Pir Muhammad (primavera de 1409)
Pir Muhammad tenia com a visir a Khoja Husayn Sarbadar, amb poder absolut sobre administració i finances. Després de reconciliar-se amb el seu germà Iskandar va iniciar una expedició al Kirman i quan havien fet algunes jornades de camí, el seu visir a la nit va entrar a la tenda i el va assassinar.

## Conseqüències del crim
Iskandar va poder tornar a Siraz en dos dies i va comunicar la notícia; inicialment es va siospitar que era l'autor del crim però quan algunes tropes van tornar i va confirmar els fets, els kuluis (els bazarís), dirigits per Khoja Ala al-Din Muhammad van proclamar a Iskandar com a sobirà. Però Khoja Husayn va encarregar al seu germà Khoja Ali de matar a Iskandar i Ali va marxar ràpid a Siraz; els amirs van donar suport a Husayn excepte Abd al-Samad (partidari d'Iskandar) que se’n va anar a Yadz on el daroga Khwadja Jalal al-Din Mahmud al-Khwarizmi no volia reconèixer Husayn (i després tampoc a Iskandar). Husayn va tornar amb l'exèrcit i amb vestits reials i va atacar Siraz; a la porta de Murdestan va topar amb la resistència d'Ala al-Din Muhammad; després d'hores de lluita Husayn fou derrotat i va fugir a Jafaradab i després cap a Kirman i les tropes aleshores es van pronunciar a favor d'Iskandar. En la ruta de Kirman, Khoja Husayn fou atrapat i torturat i després portat davant Iskandar que el va fer matar. El cap fou enviat a Esfahan i el cos exposat durant tres dies i cremat. Tot i el triomf d'Iskandar, la situació va provocar divisió ya que Esfahan (governada pel fill de Pir Muhammad) i Yadz, no volien reconèixer a Iskandar, el que obligarà a una guerra per Yadz i facilitarà l'ocupació d'Esfahan pel pretendent muzaffàrida Sultan al-Motasim.

## Família

### Esposes i concubines
- Nigar Agha: filla de Ghiyath al-Din Tarkhan
- Adil Sultan Agha Qaraunes: després casat amb Baykara
- Shirin Malik

### Fills
- De Nigar Agha
  - Darvix Muhammad
  - Umar Xaikh (1398 – febrer 1429)
  - Aylangir
  - Salih
  - Abu Ishaq
- De Adil Sultan Agha Qaraunes
  - Jan Qabul
- De Shirin Malik
  - Una filla
- De mares de nom desconegut
  - Buzanchar (+ 1422)
  - Maryam Sultan